# Айтжанова, Жанар Сейдахметовна
Жанар Сейдахметовна Айтжанова — казахстанский дипломат и государственный деятель.

## Биография
в 1982 г. окончила с золотой медалью казахскую школу № 12 в г. Алма-Ата.
В 1988 г. закончила специальное отделение (с углубленным изучением английского языка) исторического факультета Казахского государственного университета им. С. М. Кирова.
По окончании университета в период с 1988 по 1991 годы проходила стажировку в МГУ, Карлов Университете и Центрально-Европейском университетах. Позже закончила также Объединенный Венский институт.
В 2002—2003 гг. обучалась на магистерской программе в Школе государственного управления им. Дж. Кеннеди Гарвардского Университета.
Занимала должности координатора программ в Представительстве ООН в Республике Казахстан, помощника координатора ООН и представителя ПРООН в Монголии. Являлась куратором программ Отдела стран Центральной Азии Регионального бюро Европы и СНГ ПРООН в г. Нью-Йорке.
В сентябре 2003 года Айтжанова стала Вице-министром индустрии и торговли Республики Казахстан.
С мая 2005 года исполняла обязанности специального представителя на переговорах по вступлению во Всемирную Торговую Организацию.
С марта 2010 года по апрель 2011 — министр экономического развития и торговли Республики Казахстан.
16 апреля 2011 года назначена на вновь созданный пост Министра по делам экономической интеграции Республики Казахстан.
С июня 2016 г. по сентябрь 2019 г. — Чрезвычайный и Полномочный Посол Республики Казахстан в Швейцарской Конфедерации;
С мая 2017 г. по сентябрь 2019 г. — Чрезвычайный и Полномочный Посол Республики Казахстан в Княжестве Лихтенштейн и Государстве Ватикан по совместительству;
С июня 2016 г. — Постоянный представитель Республики Казахстан при отделении ООН и других международных организациях в Женеве.
С 6 октября 2022 года по 16 мая 2024 года — постоянный представитель Республики Казахстан при Всемирной торговой организации (Женева) и международных экономических организациях.
Владеет казахским, русским, английским и чешским языками.

## Награды
- Орден Курмет
- Медаль «Ерен енбегі ушін».
- Медаль «За вклад в создание Евразийского экономического союза» 1 степени (8 мая 2015, Высший совет Евразийского экономического союза)[3]
- Грамота Содружества Независимых Государств (3 сентября 2011, Совет глав государств СНГ) — за активную работу по укреплению и развитию Содружества Независимых Государств[4]